# Gyrinocheilus
Gyrinocheilus er den eneste slægt i familien Gyrinocheilidae, en familie af små sydøstasiatiske fisk af ordenen Cypriniformes, som lever i hurtigtstrømmende bjergbække. De holder fast til objekter ved at anvende deres sugekoplignende mund, og, på trods af navnet, spiser en bred vifte af detritus, end kun på alger
. 
Der er 3 arter. Medlemmer af denne enkelt-slægtsfamilie, sammen med andre Cypriniformes-fisk, kaldes algeædere. 

## I akvariet
Den kinesiske algeæder, Gyrinocheilus aymonieri, holdes nogle gange i akvarier til at spise alger.  Den kan blive op til 28 cm lang, men i akvarier sjældent mere 10 cm.